# Тугай-Бей
Туга́й-бе́й (крим. Toğay-bey, пол. Tuhaj-bej; бл. 1601 — початок 1649) — полководець і державний діяч Кримського ханства. Представник шляхетного роду Ширин. Підданий кримських ханів Мехмеда IV (1641—1644) й Ісляма III (1644—1654) з Ґерайського дому. У 1641—1644 роках отримав титул бея (князя) і посаду голови Перекопського санджака. Відповідав за охорону північних кордонів ханства. Керував гарнізоном Ор-Капу (Перекопу), контролював ногайські орди (Єдичкульську, Перекопську, Очаківську та Буджацьку). 1644 року брав участь у кримському поході на українські землі Речі Посполитої, був розбитий під Охматовим. 1648 року за наказом хана підтримав повстання Хмельницького. Відзначився у битвах під Жовтими Водами, Корсунем, облогою Львова.

## Життєпис
В багатьох публікаціях можна знайти твердження що Тугай походив з роду Аргін.
На хибність цього висновку вказав у своїй праці історик Олексій Новосельський стверджуючи що кримські джерела всюди відносять його до одного із чотирьох найвпливовіших родів Кримського ханства — роду Ширин. Звання бея (князя) Тугай-мурза (шляхтич) отримав як керівник перекопського санджака (округи). Перекопським беєм став між 1642 і 1644 роками (за правління хана Мехмеда IV Ґерая). Посада була однією з найважливіших у ханстві, оскільки на неї покладалися обов'язки з прикордонного захисту держави.
На думку О.Пріцака, познайомився з Богданом Хмельницьким під час його перебування у кримському полоні (1620—1622), що згодом відіграло важливу роль в укладанні та реалізації козацько-кримського союзу 1648 року проти Речі Посполитої. Є альтернативна думка, що Тугай-Бей познайомився з Хмельницьким, коли той їздив до Перекопу на переговори про викуп когось із родичів Тугай-Бея, що потрапив у полон під час нещасливої для кримців битви під Охматовим у 1644 році, коли кримськотатарське військо, очолюване Тугай-Беєм, було розгромлене поляками на чолі з коронним гетьманом Конєцпольським.
У середині квітня 1648 Тугай-бей за наказом хана Ісляма III Ґерая на чолі кількох тисячного загону (за деякими даними — 6-тисячного) прибув на допомогу Богдану Хмельницькому на Микитинську Січ. Кримська кіннота на чолі з Тугай-Беєм і козацька армія під командуванням Хмельницького спільно билися проти польського коронного війська в Жовтоводській битві і Корсунській битві 1648 року.
У 1648 році брав участь в облозі Львова (вересень-жовтень) та Замостя (грудень).
Кримськотатарське військо, зокрема, очолюване Тугай-Беєм, відіграло важливу роль у перемогах Хмельницького, кримська кіннота ліквідувала польську перевагу в кавалерії. Поєднання козацької піхоти і кримської кінноти створило оперативно-тактичну перевагу українського війська над польським у цих битвах, оскільки після переходу на бік повстанців реєстровців польське командування не мало піхоти, рівноцінної козацькій, і для оборонних дій було змушене спішувати свою кінноту. У складі українського війська кримська кіннота, очолювана Тугай-Беєм, виконувала функції передового загону (у похідних порядках) та авангарду (у бойових порядках), а також здійснювала завдання у проведенні тактичної розвідки.
Крім того, на прохання Б.Хмельницького і за згодою кримського хана Ісляма III Герая, Тугай-Бей влітку 1648 перебував з військом на кочівлях біля Дніпра (на Синіх Водах), виконуючи функції резерву українського війська.
Після облоги Замостя Тугай-бей захворів. Львівський літописець пише: «Було і повітря ніякоєсь, бо люд мер окрутне всюди наголову, навіть і в самих їх войськах, набарзі на бігунки. Мнозство їх великое на дорозіх і на Україні змерло. І з самих татар Тогай-бей, царик татарський, умер». Кримськотатарська поема Джан-Мухамеда говорить, що хворого Тугай-бея перевезли до фортеці Аккерман, де він і помер. Тіло його перевезено до Криму.
Як пише М. Грушевський в своїй «Історії України-Русі» Хмельницький дізнався про смерть Тугая десь на весні 1649 р. «Сильним ударом для гетьмана була смерть Тугай-бея, його „сокола й брата“, з котрим у нього, видно, було справдї щире порозуміннє: він служив гетьманови посередником в кримських справах і був таки мабуть справжньою душею сього кримсько-українського союзу».

## У кінематографі
- Гетьман (2015) — фільм режисера Валерія Ямбурського[5]
- Вогнем і мечем (1999) — фільм Єжи Гоффмана

## Пам'ять
Вулиця Тугай-Бея в Бахчисараї

### Довідники
- Мицик Ю. Тугай-Бей [Архівовано 13 березня 2016 у Wayback Machine.] // Енциклопедія історії України : у 10 т. / редкол.: В. А. Смолій (голова) та ін. ; Інститут історії України НАН України. — К. : Наукова думка, 2013. — Т. 10 : Т — Я. — С. 172. — ISBN 978-966-00-1359-9.
- Тугай-Бей // Україна в міжнародних відносинах. Енциклопедичний словник-довідник. Випуск 6. Біографічна частина: Н–Я / Відп. ред. М. М. Варварцев. — К.: Ін-т історії України НАН України, 2016. — с.261
- Тугай-Бей // Українська мала енциклопедія : 16 кн. : у 8 т. / проф. Є. Онацький. — Накладом Адміністратури УАПЦ в Аргентині. — Буенос-Айрес, 1966. — Т. 8, кн. XV : Літери Ст — Уц. — С. 1939. — 1000 екз.